# Visselmyrfågel
Visselmyrfågel (Cercomacroides laeta) är en fågel i familjen myrfåglar inom ordningen tättingar.

## Utseende och läte
Visselmyrfågel är en liten och pigg myrfågel. Hanen är skiffergrå med en vit fläck på ryggen som ofta är dold och smala vita stjärtpennespetsar (saknas i västliga populationer). Honan har olivgrå rygg och gulbeige undersida. Sången är lätt att känna igen, en ljus, vass och gladlynt melodi: "puh-wéedi-wéedi-wéedi-wéedi". 

## Utbredning och systematik
Visselmyrfågel delas in i tre underarter:
- Cercomacroides laeta waimiri – förekommer i norra och centrala brasilianska Amazonas samt längst ner i södra Guyana
- Cercomacroides laeta laeta – förekommer i sydöstra brasilianska Amazonas (östra Pará, västra Maranhão)
- Cercomacroides laeta sabinoi – förekommer kustnära i nordöstra Brasilien (Pernambuco och Alagoas)

## Levnadssätt
Visselmyrfågel hittas i skogsbryn och ungskog. Där födosöker den i par i undervegetationen, normalt inte som en del av kringvandrande artblandade flockar. Den söker sig heller inte svärmande vandringsmyror.

## Status och hot
Arten har ett stort utbredningsområde, men tros minska i antal, dock inte tillräckligt kraftigt för att den ska betraktas som hotad. Internationella naturvårdsunionen IUCN listar arten som livskraftig (LC).